# زویران
زویران، روستایی از توابع بخش سرشیو شهرستان مریوان در استان کردستان ایران است.

## جمعیت
این روستا در دهستان سرشیو قرار دارد و براساس سرشماری مرکز آمار ایران در سال ۱۳۸۵، جمعیت آن ۱۹۵ نفر (۴۰خانوار) بوده‌است.